# 高興警察署
高興警察署（コフンけいさつしょ）は、全南地方警察庁所管の警察署である。

## 管轄区域
- 高興郡

## 沿革
- 1945年10月21日 - 開署。

## 組織
- 警務課
- 生活安全課
- 捜査課
- 情報保安課
- 警備交通課

## 管轄派出所
- 過駅派出所
- 邑内派出所
- 鹿洞派出所
- 錦山派出所
- 道化派出所
- 蓬莱派出所
- 大西派出所
- 東江派出所
- 浦頭派出所
- 占岩派出所
- 影南派出所
- 豊陽派出所

## 管轄治安センター
- 南陽治安センター
- 炭浦治安センター
- 豆原治安センター
- 道徳治安センター
- 東日治安センター